# Corozal primera sección
Corozal primera sección es una localidad del municipio de Juárez ubicado en el noroeste del estado mexicano de Chiapas.

## Geografía
La localidad de Corozal primera sección se sitúa en las coordenadas geográficas 17°38′20″N 93°12′49″O / 17.638889, -93.213611, a una elevación de 79 metros sobre el nivel del mar.

## Demografía
Según el Conteo de Población y Vivienda 2005, efectuado por el Instituto Nacional de Estadística y Geografía, Corozal primera sección tenía 354 habitantes, en 2010 la población era de 335 habitantes, y para 2020 había 251 habitantes, de los cuales 128 son del sexo masculino y 123 del sexo femenino.
| Gráfica de evolución demográfica de Corozal 1.ª Sección entre 2005 y 2020 |
|                                                                           |
| INEGI.                                                                    |